# Violeta Parra
Violeta del Carmen Parra Sandoval (San Fabián de Alico o a San Carlos, 4 d'octubre de 1917 - Santiago de Xile, 5 de febrer de 1967) va ser una cantautora, pintora, escultora, brodadora i ceramista xilena, considerada una de les folkloristes més importants d'Amèrica, conreadora i defensora de la música popular del seu país. Era membre de la prolífica família Parra.
L'aportació de Violeta Parra al món artístic i musical xilè es considera de gran valor i transcendència. El seu treball va servir d'inspiració a molts artistes posteriors, que van continuar amb la seva tasca de rescat de la música del camp xilè i les manifestacions constituents del folklore de Xile i d'Amèrica Llatina. Les seves cançons han estat versionades per gran quantitat d'artistes, tant xilens com estrangers.
El 4 d'octubre va ser designat com a Dia de la música i dels músics xilens en commemoració del seu natalici.
La seva infància va transcórrer principalment en el camp. Entre 1919 i 1921, la família va residir a Santiago, però va tornar aquell mateix any al sud, a la ciutat de Lautaro; Després es va traslladar a Chillán i finalment es va instal·lar a Vila Alegre.

## Biografia

### Els anys d'infància
Article principal: Familia Parra
Filla del professor de música Nicanor Parra Parra i de la pagesa Clarisa Sandoval Navarrete, la Violeta va tenir cinc germans i dues germanastres.
Hi ha controvèrsia respecte al seu lloc de naixement. L'Ajuntament de San Carlos informa, tant al seu lloc web com en un cartell a l'entrada de la vila, que va ser el «lloc de naixement de Violeta Parra». La casa situada al carrer El Roble #531-535, on suposadament va néixer la cantant, va ser declarada monument històric el 1992. La familia de Violeta no ha confirmat aquesta dada, i el lloc web de la Fundació Violeta Parra informa que la folklorista va néixer a San Fabián de Alico, població situada dins del terme municipal de San Carlos. No obstant això, Isabel Parra, la presidenta de la institució en honor de la seva mare, va donar el seu suport a la casa de San Carlos, de la qual va dir que seria considerada «la sucursal de la fundació al sud».
La seva infància va transcórrer principalment al camp. Entre 1919 i 1921, la familia va residir a Santiago, però va tornar aquell mateix any al sud, a la ciutat de Lautaro; després es va traslladar a Chillán i finalment es va instal·lar a Villa Alegre.
La seva mare s'afanyava sobre la màquina de cosir per cooperar a la manutenció de la seva família, molt nombrosa. Violeta patia contínuament de malalties, incloent un atac de verola als tres anys. Mentre es recuperava, es divertia al costat dels seus germans en les aigües del veí riu Ñuble i en les serradores i barraques dels voltants.
Els ens van revelar precoçment la seva inclinació a l'espectacle. Imitaven als artistes dels circs que s'instal·laven a les proximitats de casa seva, disfressant-se amb abillaments de paper; Violeta i el seu germà Lalo cantaven a duo i van muntar representacions per les quals cobraven una entrada als nens. Violeta va començar a tocar la guitarra als 9 anys, i als 12 va compondre les seves primeres cançons.
Va realitzar els cursos de primària i va estar un any a l'escola normal, la qual va abandonar per treballar al camp i així ajudar a la seva família a causa d'una malaltia greu que va patir el seu pare. Els fills de la familia van lluitar per sobreviure sortint a cantar en restaurants, posades, circs, trens, camps, pobles, carrers i, fins i tot, bordells.

### Arribada a Santiago
Els problemes econòmics es van agreujar quan al pare va morir el 1931 i, l'any següent, Violeta va anar a viure a Santiago convidada pel seu germà, el futur antipoeta Nicanor Parra, que estudiava allà. Va reprendre els estudis a l'Escola Normal de Nenes, on no es va sentir a gust, ja que li interessava més el cant que l'escola. Així, va deixar l'escola per anar a cantar en bars, fondes i petites sales de barri juntament amb la seva germana Hilda, amb qui va formar un duo de música folklòrica anomenat Las Hermanas Parra, amb el qual es van assegurar una font d'ingressos.
El 1935 la seva mare i germans van arribar a Santiago i junts es van instal·lar a la comuna de Quinta Normal. El 1937 Violeta inicià la seva carrera artística al restaurant El Popular de l'Avinguda Matucana # 1080, on interpretava boleros, corridos, cuecas, tonades i ranxeres juntament amb els seus germans Clara, Eduard, Hilda i Roberto. Després al Tordo Azul, situat enfront d'El Popular. En aquests dos llocs va conèixer en Lluís Cereceda, empleat ferroviari de l'Estació Yungay, amb qui es va casar un any després i amb qui va tenir dos fills: l'Ángel i la Isabel, els que es van convertir en destacats músics i van adoptar el cognom de la mare en ingressar en l'ambient artístic. El matrimoni, que va viure a Llay-Llay, de Valparaíso i Quinta Normal, no va trigar a tenir inconvenients a causa del caràcter inquiet i distret de la Violeta -cantava en barques del port, es presentava a les ràdios i s'havia unit a un grup de teatre-, que no s'acomodaven a l'ideal d'esposa convencional. Es van separar el 1948, però abans, Cereceda, que militava al Partit Comunista, va iniciar la Violeta en l'activisme polític i tots dos van participar en la campanya presidencial de Gabriel González Videla (1946).
Parra va començar a cantar cançons d'origen espanyol, del repertori de les famoses cantants argentines Lolita Torres i Imperi Argentina. Va cantar en els restaurants i, també, als cinemes, amb el nom artístic de Violeta de Mayo. El 1945 es va presentar amb els seus fills Isabel i Ángel en un espectacle de repertori espanyol a la Confiteria Casanova.
El 1948, Parra i Luis Cereceda es van separar després de deu anys de matrimoni. El 1949, Violeta va conèixer Luis Arce i es van casar. La seva filla Carmen Luisa va néixer el mateix any, i el 1952 ho va fer la seva filla Rosita Clara, qui morí dos anys després. A la mateixa època, va enregistrar els seus primer discs juntament amb la seva germana Hilda, pel segell RCA Victor. Es tractava d'enregistraments en format senzill de cançons populars xilenes com «El Caleuche, La cueca del payaso» i «La viudita». Parra va continuar fent actuacions en circs, i va fer gires per tota l'Argentina amb els seus fills i la Hilda, amb la qual va continuar fent aparicions a duo fins al 1953.
A principis de la dècada del 1950 va començar la seva extensa labor de recopilació de tradicions musicals pels diferents barris de Santiago i per tot el país. En aquestes aventures va conèixer diversos poetes, incloent-hi Pablo Neruda i Pablo de Rokha. El seu germà Nicanor l'estimulà a assumir amb personalitat pròpia la defensa de l'autèntica música xilena, en contra dels estereotips que fins llavors es manejaven. És per això que el seu repertori -basat fins aleshores en boleros, cants espanyols, corridos mexicans i valsos peruans- passà a incloure les cançons més tradicionals del camp xilè, la qual cosa li va permetre descobrir els valors de la identitat nacional com cap altre artista ho havia fet abans.
La seva tasca va quedar plasmada en un recull de més de 3.000 cançons, reunides en el llibre Cantos folklóricos chilenos i en els seus primers discs en solitari, editats per l'EMI Odeón.

### Els primers viatges

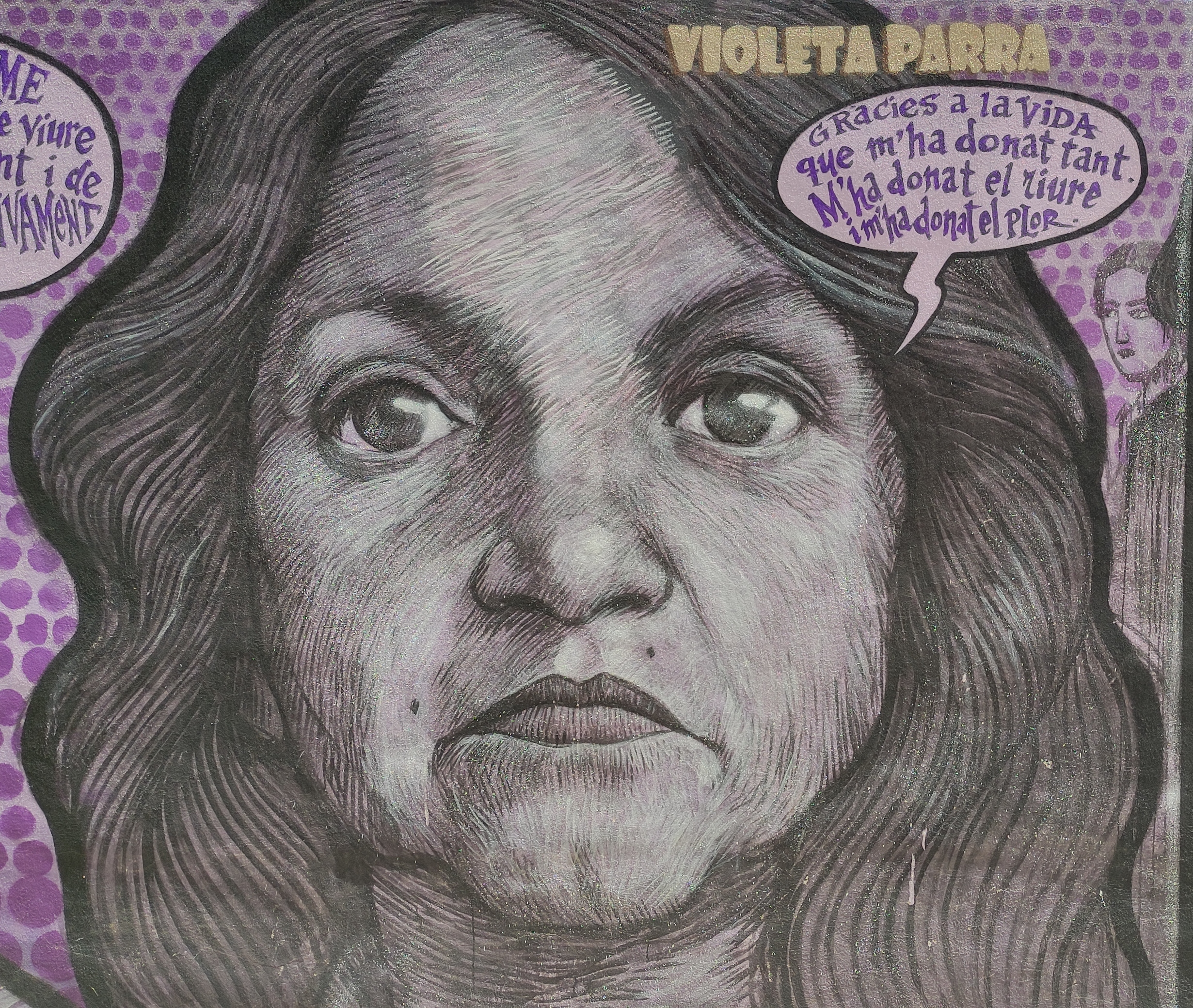
Violeta Parra representada en el Mural feminista de Gandia.

El 1953, va gravar els reeixits senzills «Casamiento de negros» i «Qué pena siente el alma», que es van convertir en dos de les seves cançons més conegudes. A l'any següent, va mantenir a la Ràdio Xilena el programa Canta Violeta Parra, i va guanyar el Premi Caupolicán a la folklorista de l'any, que li va valer una invitació per presentar-se en un festival juvenil a Varsòvia, Polònia. Va aprofitar aquest viatge per recórrer la Unió Soviètica i parts d'Europa. Va ser particularment profitosa la seva estada a París, ja que allí va gravar els seus primers llarga durada (Guitare et chant: chants et danses du Chili, editat el 1956, i una sèrie de cançons gravades que s'editarien en diverses compilacions posteriorment), que incloïen exclusivament cançons recopilades del folklore xilè. L'èxit obtingut a Europa era inèdit per a qualsevol artista xilè, i Violeta es va omplir d'inspiració i creativitat. Va ser a París on es va assabentar de la mort de la seva filla Rosita Clara.
Va tornar a Xile el 1957 i al novembre se'n va anar amb els seus fills Carmen Luisa i Àngel a Concepció, contractada per la universitat penquista. Allí va fundar, l'any següent, el Museu Nacional de l'Art Folklòric i posteriorment va tornar a Santiago.
Quatre discos seus van aparèixer en aquest període -Canto y guitarra (1957), Acompañada de guitarra (1958), La tonada i La cueca (els dos últims de 1959) - sota l'etiqueta d'EMI Odeon, amb diverses de les seves primeres composicions. Aquí apuntava la cantant preocupada pels temes socials («Yo canto a la diferencia»), la brillant constructora de dècimes i composicions poètiques («Verso po desengaño») i la musicalizadora de poemes («Cueca larga de los Meneses», del seu germà Nicanor). Els discos es van gravar amb el mínim acompanyament d'una guitarra de fusta, i en l'actualitat es troben descatalogats, igual que el seu àlbum editat a l'Argentina -on es va censurar la seva polèmica cançó social «Por qué los pobres no tienen» - i l'àlbum tota Violeta Parra (1960).
A més, la seva activitat artística es va diversificar: va treballar en ceràmiques, pintures a l'oli i arpilleres. Va treballar un temps en un museu d'art popular i folklòric que ella mateixa va fomentar a crear a la Universitat de Concepción i després va viatjar per gairebé tot Xile, oferint cursos de folklore i recitals.

### Estada a París
El 1961 Violeta va viatjar a l'Argentina, on va viure a General Pico i Buenos Aires i al juny es va reunir en aquesta última ciutat amb els seus fills Àngel i Isabel i la seva neta Tita per embarcar-se rumb a Hèlsinki (Finlàndia) per participar en el VIII Festival Mundial de la Joventut i els Estudiants. Després, va recórrer la Unió Soviètica, Alemanya, Itàlia i França, on es va instal·lar a París. Allà va cantar al Barri Llatí i va donar recitals en Teatre de les Nacions de la Unesco, va actuar a ràdio i televisió juntament amb els seus fills, va brodar arpilleres i va fer escultures de filferro.
A més de llançar al món del disc els seus fills Àngel i Isabel, sota la denominació de Los Parra de Chile, va continuar els seus enregistraments amb el LP Recordando a Chile, també conegut com Una chilena en París, que va incloure dues cançons compostes i cantades en francès, així com altres temes molt importants de la seva carrera, com «Paloma ausente» i «Arriba quemando el sol»; així mateix, el 1962 va gravar pel segell Arión una sèrie de cançons editades en diverses recopilacions posteriors. Va ser una etapa de gran nostàlgia, tal com ho testifiquen cançons tan sentides com «Violeta ausente».
El 1964, va aconseguir una marca històrica al convertir-se en la primera llatinoamericana a exposar individualment una sèrie de les seves arpilleres al Museu del Louvre, en una mostra titulada "Tapices de Violeta Parra". També va escriure el llibre 'Poesia popular de los Andes', i la televisió suïssa va filmar el documental 'Violeta Parra, bordadora chilena'. En aquest període, va forjar una ferma relació amb l'antropòleg i musicòleg suís Gilbert Favre, el gran amor de la seva vida -amb el qual va viure a Ginebra, compartint el seu temps entre França i Suïssa, i destinatari de les seves més importants composicions d'amor i desamor: «Corazón maldito», «El gavilán, gavilán», «Qué he sacado con quererte«», entre moltes altres.
En aquesta època, van sorgir els seus textos més combatius: cançons com «Miren cómo somríen», «Qué dirá el Santo Padre», «Arauco tiene una pena» i «Según el favor del viento» van formar la base del corrent musical coneguda com la Nueva Canción Chilena. Les cançons van ser recollides en les nombroses edicions de «Cançons retrobades a París».

### El final
Al juny de 1965, Violeta va tornar a Xile. A fins d'aquest any, a la cantonada d'avinguda La Cañada amb Toro Zambrano a la comuna de La Reina, va instal·lar una gran carpa amb el pla de convertir-la en un important centre de cultura folklòrica, juntament amb els seus fills Àngel i Isabel i els folkloristes Rolando Alarcón, Víctor Jara i Patricio Manns, entre d'altres. Malgrat el seu somni de convertir la carpa en un referent per a la cultura de Xile, la resposta no va ser molt motivadora i el públic no la va recolzar.
El final de la seva relació amb Gilbert Favre, que va marxar a Bolívia el 1966, va originar una de les seves cançons més conegudes, «Run Run se fue pa'l norte», i la va deixar en un estat d'ànim molt vulnerable quan el va anar a veure a Bolívia i el va trobar casat -un mite urbà va atribuir la depressió de Violeta a un amor no correspost pel cantant Pedro Messone, cosa que ell mateix ha desmentit fent notar la gran diferència d'edat de tots dos-; aquesta relació entre tots dos hauria estat feta pública per la mateixa cantautora en declarar en una ràdio que havia tingut un «bonic idil·li amb ell durant una gira al sud»; però, hauria estat el músic uruguaià Alberto Zapicán i no Messone la seva última passió.
Llançat el 1966 i gravat juntament amb els seus fills i Alberto Zapicán, el disc «Las últimas composiciones» inclou els seus himnes humanitaris «Gracias a la vida» i «Volver a los 17», a més d'altres cançons importants i conegudes, com «El rin del angelito »,«Pupila de águila»,«Cantores que reflexionan» i «El Albertío». «Gracias a la vida» ha estat interpretada per artistes com Mercedes Sosa, Raphael i Pedro Vargas -el 1977, les autoritats de la televisió nacional de Xilen van prohibir el seu triomf al programa «La cançó de tots els temps», en què la va interpretar Glòria Simonetti-, alhora que van prohibir la difusió de «Volver a los 17», interpretada per Joan Manuel Serrat, Milton Nascimento, Franco Simone i molts altres.
Després d'alguns intents fallits, Violeta Parra es va suïcidar als 49 anys a la seva carpa de La Reina a les 17:40 del 5 de febrer de 1967. Una capella ardent es va aixecar a la carpa i el seu funeral es va dur a terme dos dies més tard, quan va ser enterrada en un nínxol de la galeria 31 del Cementeri General de Santiago.
Mentre que per a molts resulta paradoxal que l'autora de «Gracias a la vida», un himne a l'existència, se suïcidés un any després d'escriure-la, altres crítics de la seva obra perceben en la lletra, en l'estil de musicalització, en els tons usats i en la monotonia dels seus temes el reflex d'un estat d'ànim depressiu i una cançó de comiat.

## Obra
Al llarg de la seva vida Violeta va publicar els següents àlbums:
- 1956: Cantos de Chile (Presente/Ausente)
- 1957: El folklore de Chile, vol. I – Violeta Parra, Canto y Guitarra
- 1958: El folklore de Chile, vol. II – Violeta Parra Acompañándose en Guitarra
- 1959: El folklore de Chile, vol. III – La cueca presentada por Violeta Parra
- 1959: El folklore de Chile, vol. IV – La tonada presentada por Violeta Parra
- 1961: El folklore de Chile, vol. VIII – Toda Violeta Parra
- 1962: Los Parra de Chile (amb Isabel y Ángel Parra)
- 1965: Recordando a Chile (una chilena en París)
- 1965: Carpa de La Reina (varios intérpretes)
- 1966: Las últimas composiciones

Violeta Parra va deixar una gran quantitat de música inèdita, que s'ha anat coneixent després de la seva mort. Les seves Décimas autobiográficas (ja editades en llibre), que havien estat gravades amb veu de Violeta, van ser recopilades en un LP editat per Alerce el 1976 (després ampliades en Décimas y centésimas); Warner Music Xile va publicar el 1999 el concert que l'artista va donar a Ginebra (Violeta Parra en Ginebra) i les seves peculiars Composiciones para guitarra. 
El rescat de la tradició xilena musical per part de Violeta representa una aportació important. L'artista canta a ailló diví («El rin del angelito», «Verso por una niña muerta», per exemple), interpreta el lament maputxe («Qué he sacado con quererte») i compon les seves cançons del nord, sense deixar de banda la seva gran sensibilitat social «Mazúrquica modernica »,«Rodríguez i Recabarren» i «La carta », entre d'altres.

## Llegat artístic

### Fundació Violeta Parra
Amb l'objecte de rescatar la figura i el llegat de Violeta Parra, es va crear la Fundación Violeta Parra al juliol de 1991. Presidida per la seva filla Isabel Parra, busca «recollir, organitzar i preservar la seva obra; projectar-la a Xile i a l'exterior per tal de fer-la accessible als estudiants, artistes i públic en general».

### Museu Violeta Parra
El Museu Violeta Parra va obrir al públic el 6 d'octubre de 2015, amb molts anys de retard -en principi, la Inauguració hauria d'haver-se produït a finals de 2011- amb l'objectiu primordial d'oferir una mostra permanent de l'obra de l'artista. El museu va ser dissenyat per l'arquitecte Cristián Undurraga, i presenta un recull de les obres en arpillera, oli i paper maixé de l'artista. La col·lecció consta de 48 obres, entre donacions i préstecs en dipòsit, dividides en els dos grans temes de Violeta Parra: l'humà i el diví».
Situat a l'avinguda Vicuña Mackenna 37, en els seus 1330 m² té, a més de les sales dedicades a l'obra de Violeta, altres espais per diverses activitats culturals, tallers, concerts i conferències. L'entrada és gratuïta.

### Teatre i cinema
A Buenos Aires es va retre homenatge a la seva vida amb l'obra teatral Violeta viene a nacer, adaptació del llibre Y ahora, la resucitada de la violenta Violeta, de l'escriptor i periodista argentí Rodolfo Braceli, interpretada per l'actriu argentina Virginia Llac el 1993 i 1994.
L'any 2009, la ballarina i coreògrafa Pina Bausch, directora del Tanztheater Wuppertal, va crear Como el musguito en la piedra, la seva darrera coreografia inspirada lliurement en la cançó Volver a los diecisiete de Violeta Parra.
El 2011 Andrés Wood va estrenar la seva pel·lícula Violeta se fue a los cielos, basada en el llibre homònim d'Ángel Parra i protagonitzada per Francisca Gavilán. La cinta ha guanyat diversos guardons entre els quals destaca el Gran Premi Internacional del Jurat al Festival de Sundance (gener de 2012).